# Pitons du Carbet
Les pitons du Carbet forment un ensemble montagneux d'origine volcanique au nord de la Martinique.

## Géographie

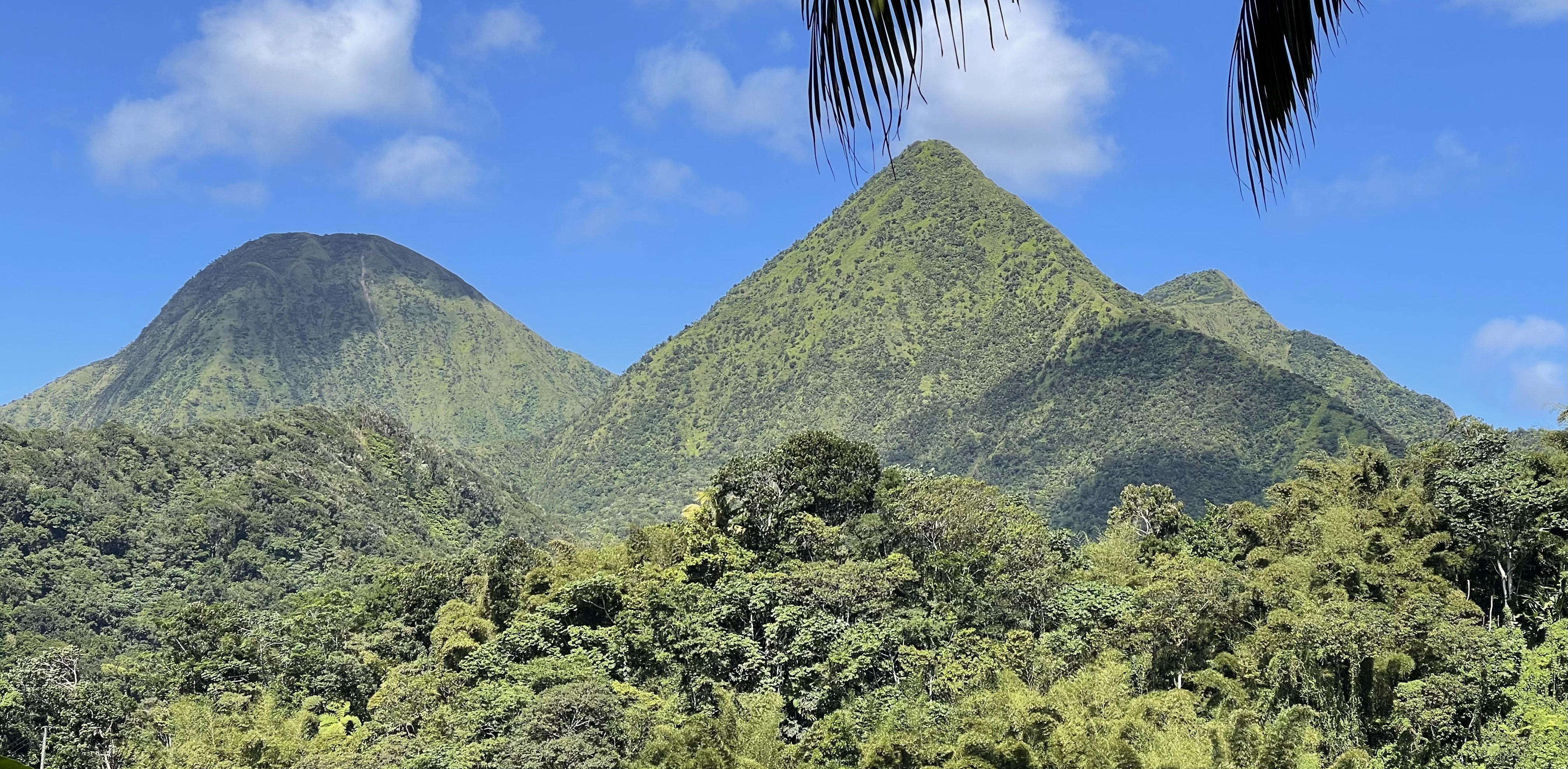
Piton Dumauzé et piton Lacroix vus depuis le jardin de Balata.

Les pitons du Carbet forment un ensemble de dômes et de pics d'andésite qui résultent du volcanisme de la zone de subduction des Antilles. Ils se sont mis en place dans une zone effondrée du volcan bouclier plus ancien du morne Jacob. La roche contient des cristaux de quartz, de biotite, d'amphibole et de plagioclase. Les dépôts de cendres et de blocs au pied des pitons démontrent que leur mise en place ne s'est pas faite sans heurts et que ceux-ci ou une partie de ceux-ci se sont écroulés plusieurs fois dans leur histoire. Selon les datations les plus récentes, les pitons sont âgés d'un million à 322 000 ans, ce qui est relativement jeune dans l'échelle des temps géologiques. Ils sont toutefois plus anciens que la montagne Pelée située plus au nord.
Les différents pics sont regroupés dans un espace assez restreint. Le plus haut piton est le piton Lacroix qui culmine à 1 197 m d'altitude. Les autres pics importants sont le morne Piquet (1 160 m, au nord), le piton Dumauzé (1 112 m) et le piton de l'Alma (1 107 m). L'ascension de ces sommets est possible mais doit être réservée au randonneur très entraîné en raison des pentes très fortes et des sentiers rendus glissants par l'humidité extrême du climat (voies depuis le Morne-Vert à l'ouest ou depuis Absalon à l'est).

## Protection du patrimoine
Les pitons du Nord de la Martinique, ainsi que les volcans et forêts de la montagne Pelée, font partie du parc naturel régional de la Martinique créé en 1976, et sont inscrits au patrimoine mondial de l'Unesco depuis le 16 septembre 2023.